# Вериківський Михайло Іванович
Миха́йло Іва́нович Верикі́вський (8 (20) листопада 1896, місто Кременець, нині Тернопільської області — 14 червня 1962, Київ) — український композитор, педагог, диригент, фольклорист, музично-громадський діяч. Автор першої української ораторії «Дума про дівку-бранку Марусю Богуславку» (1923), першого українського балету «Пан Каньовський» (1930). Заслужений діяч мистецтв УРСР (1944). Професор (1946). Батько Ірини та Олени Вериківських.

## Життєпис
Змалечку перебував в атмосфері любові й поваги до рідної народної пісні, що вплинуло на його музичну творчість. Закінчивши початкову школу, Михайло вступив до Кременецького двокласного міського училища і був прийнятий до архієрейського хору. Здобуття музичної освіти продовжував у Кременецькому комерційному училищі (1912—1914 рр.), де навчався гри на музичних інструментах. Михайло Вериківський керував хором і оркестром народних інструментів, грав у симфонічному оркестрі училища, навчався грі на віолончелі, фортепіано та робив перші композиторські спроби — створював фортепіанні прелюдії й романси. Одним із ранніх творів композитора був Марш учнів Кременецького комерційного училища для оркестру народних інструментів (1913), який виконувався на одному з училищних концертів.
1914 року Вериківський вступив до Київської консерваторії.

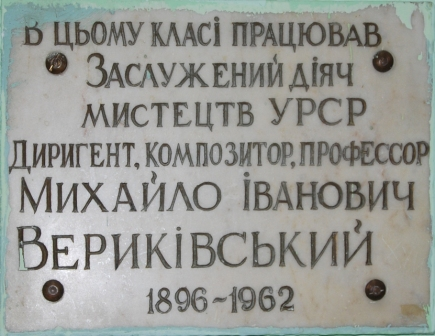
Меморіальна дошка Михайлові Вериківському
в приміщенні Київської консерваторії

Від 1922-го викладав у Музично-драматичному інституті імені Миколи Лисенка та Київській консерваторії (до 1960, з перервою 1941–1944; від 1946 — її професор). Серед учнів, зокрема, Антків Михайло.
1920 — керівник Українського національного хору.
1921–1928 — співзасновник, член правління і голова Товариства ім. Миколи Леонтовича (керівник хору-студії при ньому).
1928–1930 — голова президії та завідувач науково-творчим відділом Всеукраїнського товариства революційних музикантів.
1926–1928 — диригент Київського театру опери та балету.
1928–1935 — диригент Харківського театру опери та балету.
1940 — керівник Державної капели «Думка».
1950–1958 — науковий співробітник Інституту мистецтвознавства, фольклору та етнографії АН УРСР.

## Творчість

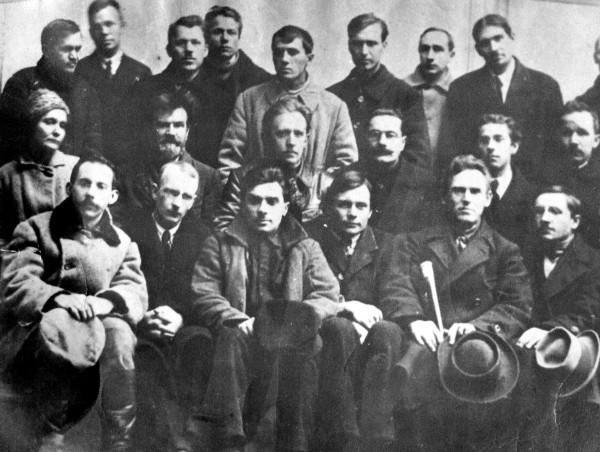
Зустріч харківських і київських митців. Київ, 1923. Зліва направо, перший ряд: Максим Рильський, Юрій Меженко, Микола Хвильовий, Майк Йогансен, Григорій Михайлов, Михайло Вериківський. Другий ряд: Наталя Романович, Михайло Могилянський, Василь Еллан-Блакитний, Сергій Пилипенко, Павло Тичина, Павло Филипович. У третьому ряду стоять: Дмитро Загул, Микола Зеров, Михайло Драй-Хмара, Григорій Косинка, Володимир Сосюра, Тодось Осьмачка, Володимир Коряк, Михайло Івченко

Творча спадщина композитора складає понад 400 творів.
Сценічні твори:
- опери: «Діла небесні» (1931), «Сотник» (1939), «Наймичка» (1943, обидві — на сюжети поем Тараса Шевченка), «Втікачі» (1948), «Слава» (1961);
- музична комедія «Вій» (1936, 2-га редакція 1945 — комічна опера);
- балет «Пан Каньовський» (1930).

Симфонічні твори:
- ораторія «Дума про дівку-бранку Марусю Богуславку» (1923);
- симфонічна сюїта «Веснянки» (1924);
- кантата «Гнів слов'ян» (1941);
- драматична симфонічна поема «Петро Конашевич-Сагайдачний» (1944).

Інше:
- понад 60 камерно-вокальних творів;
- понад 40 масових і близько 100 пісень для дітей;
- близько 100 обробок українських народних пісень для різних виконавців.

М. І. Вериківський створив музику для театрів «Березіль» та Київського імені І. Франка, Харківського дитячого театру, театральних вистав, кінофільмів «Чорна хмара» (1936), «Назар Стодоля» (1936), «Кармелюк» (1938), «Київ» (1945), «Собор» (1946).
1957 року зробив оркестровку симфонії невідомого автора кінця XVIII століття, яка згодом виявилася Першою симфонією Ернеста Ванжури.

## Шевченкіана М.І.Вериківського
Вперше композитор звернувся до «Кобзаря» Тараса Шевченка 1919 року (фантазія «Гайдамаки» для солістів, хору і фортепіано). Згодом композитор створив ораторії «Іван Гус» (1934, 1943), «Тополя» (1951), «Гайдамаки» (1951).
У 1936 році написав музику до к/ф «Назар Стодоля» (Укрфільм, Одеса).
1938 року створив хор «Світе ясний», 1939 — літературно-музичну композицію «Кавказ», хор «Відповідь на „Заповіт“ Шевченка» на текст А. Лахуті в перекл. М. Рильського. У 1938 році пише оперу у двох картинах «Сотник» за однойменною поемою Шевченка (постановка Одеського оперного театру, 1939; екранізація Одеської студії телебачення, 1964).
У 1939—1943 рр. створює оперу «Наймичка» на власне й К. Герасименка лібрето (2-га ред. 1956—1960). У листопаді 1943 року в евакуації оперу поставив в Іркутську Київський оперний театр (диригент В. Тольба, реж. В. Манзій, художник О. Хвостенко-Хвостов). 1944 року «Наймичкою» відкрили перший сезон театру у визволеному Києві. Провідні партії виконували М. Литвиненко-Вольгемут, З. Гайдай, І. Паторжинський. 1945 року оперу поставили у Харкові та Львові, 1961 року у Донецьку; у 1984 році Київський театр опери та балету здійснив нову її постановку. У 1963 році на Київській кіностудії ім. О. Довженка зняли кінооперу «Наймичка» з Б. Гмирею та Л. Руденко, а у 1986 році на студії «Укртелефільм» — двосерійний телефільм-оперу під назвою «Спокута» з Л. Забілястою в ролі Ганни.
У 1943 році в Уфі під час евакуації М. І. Вериківський написав поему «Чернець» для баса та симфонічного оркестру. Уперше диригував «Ченцем» сам композитор у концерті Шевченківської сесії АН Української РСР у 1943 році. Цей монолог для баса виконували І. Паторжинський, М. Роменський, Й. Гошуляк (Канада). 1996 року у святковому концерті, присвяченому 100-річчю від дня народження композитора, у Національній опері України, його виконав Т. Штонда.
Композитор є автором хору «Ой гоп, таки-так» (1960), обробок хорів «Думи мої» (1939, 1942), «Заповіт» (1951). Оркестрував хори «Іван Гус» М. Лисенка (1924), «Заповіт» К. Стеценка (1943), здійснив редакцію і оркестрував сюїту з опери «Катерина» М. Аркаса (1934), «Вечорниці» П. Ніщинського (вступ до 2-ї дії вистави «Назар Стодоля», 1949), кількох номерів з опери «Пан Сотник» Г. Козаченка (1955).

## Пам'ять

Меморіальна дошка Михайлові Вериківському

Надгробок Михайла Вериківського на Байковому цвинтарі в Києві

- У Кременці встановлена пам'ятна таблиця на будинку, де народився композитор.
- Іменем композитора названі музичні школи і вулиці у низці міст. Зокрема, Київська дитяча школа мистецтв № 2 .
- У 1996 році було засновано премію ім. Вериківського, що вручається за видатні досягнення в галузі оперно-балетної творчості[4].
- 2012 року понад дві тисячі документів композитора передали до Центрального державного архіву-музею літератури і мистецтва дочка і зять М. Вериківського[5].
- 24 листопада 2016 року в Кременці відкрили музей Михайла Вериківського з нагоди 120-ї річниці від народження українського композитора,  педагога, диригента, фольклориста, музично-громадського діяча.

## Видання
- Вибрані хорові твори. — К., 1951.
- Вибрані твори. Т. 1–4. — К., 1975—1981 (незавершене).
- Наймичка. Опера на три дії, п'ять картин (лібретто) — К., 1967
- «Фортепіанні твори М. Вериківського» (до 120-річчя від дня народження). — Терноавль, «АСТОН», 2016. Видання підготували О. Горбач та І. Гринчук